# Gavriil Popov
Gavriil Nikolajevitj Popov (russisk: Гавриил Николаевич Попо́в, tr. Gavriil Nikolajevitj Popóv, født 12. september 1904 i Novotjerkassk, Det Russiske Kejserrige, død 17. februar 1972 i Repino, Russiske SFSR) var en sovjet-russisk komponist.
Popov var mest kendt for sine orkester kompositioner. Han skrev 8 symfonier, kammermusik, operaer, klaverstykker etc. Hans første symfoni sammen med kammersymfonien hørte til de mest bemærkelsesværdige af hans kompositioner og viste en ny retning i russisk musik.
Popovs instrumentale og melodiske stof havde tydelige rødder i den russiske folklore.
Han skrev også musik til film og scenen, og i 1946 modtog han Josef Stalin-prisen.

## Udvalgte værker
- Kammersymfoni (1927 rev. 1971) - (septet ) - for  fløjte, klarinet, fagot, trompet, violin, cello og kontrabas
- Symfoni nr. 1 (1928-1935) - for orkester
- Symfoni nr. 2 "Moderland" (1943) - for orkester
- Symfoni nr. 3 "Heroisk" (1946) - for orkester
- Symfoni nr. 4 "Ære til moderlandet" (1949) - for 4 solister, Kor og orkester
- Symfoni nr. 5 "Pastorale" (1956) - for orkester
- Symfoni nr. 6 "Festlig" (1969) - for orkester
- Symfoni nr. 7 (1970) (ufuldendt) - for orkester
- Symfonisk suite nr. 1  (1933) - for orkester
- Symfonisk arie (1945) (Til minde om Lev Tolstoj) - for cello og strygeorkester
- Alexander Newski (1938–1942) (ufuldendt) - opera
- Det store vendepunkt (1945) - filmmusik
- De flammende år (1961) - filmmusik